# اورسیل
اورسیل (به انگلیسی: Overseal) یک روستا و محله مدنی در بریتانیا است که در South Derbyshire واقع شده‌است. اورسیل ۲٬۴۵۰ نفر جمعیت دارد.